# Пузур-Сумукан
Пузур-Самукан — цар (лугаль) стародавнього семітського шумерського міста Акшак. Його правління припадало приблизно на початок XXIV століття до н. е.